# Курла
Курла́ — село (аул) в Лакском районе Дагестана. Входит в состав сельского поселения «Сельсовет «Хунинский»».

## Географическое положение
Село расположено в 6,5 км к северо-востоку от районного центра — села Кумух.

## Население
| 1895 | 1926 | 1939 | 1970 | 1989 | 2002 | 2010 |
| ---- | ---- | ---- | ---- | ---- | ---- | ---- |
| 358  | ↘262 | ↗284 | ↘103 | ↘57  | ↗58  | ↗79  |
| 2021 |      |      |      |      |      |      |
| ↘28  |      |      |      |      |      |      |